# Thomasburg
Thomasburg er en kommune i den sydlige centrale del af Landkreis Lüneburg i den tyske delstat Niedersachsen, og byen er en del af Samtgemeinde Ostheide.

## Geografi
Thomasburg ligger ved vestenden af Naturpark Elbufer-Drawehn ved den lille flod Neetze der er en biflod til Ilmenau. I kommunen ligger ud over Thomasburg, landsbyerne Bavendorf, Radenbeck, Wennekath og Wiecheln.